# Alberich Fritz
Alberich Fritz (* 1. August  1704 in Oberhollabrunn, Niederösterreich; † 20. April 1787 in Wien) war ein österreichischer Zisterzienser und 57. Abt des Stiftes Heiligenkreuz.

## Leben
Alberich Fritz legte am 3. März 1726 die Profess ab und feierte am 15. Mai 1729 seine Primiz. Darauf folgte ein Jahr in der Pfarrseelsorge in Heiligenkreuz. Er war von 1732 bis 1737 als Kellermeister tätig, von 1734 bis 1735 als Direktor des Donaten Christoph Kircheiss und von 1736 bis 1737 als Vikar in Gaaden. Die folgenden fünf Jahre war Pater Alberich Kastner in Niederleis, wo er zusammen mit dem Verwalter Pater Leopold Nicolai 1742 in preußische Gefangenschaft geriet. Von 1742 bis 1743 war Fritz Forstdirektor der hinteren Waldungen in Heiligenkreuz und von 1743 bis 1745 Subprior im Stift. Danach war er von 1725 bis 1747 Pfarrseelsorger in Winden, kehrte 1747 als Kämmerer ins Stift zurück und blieb in diesem Amt bis 1754. In den darauffolgenden Jahren war er Verwalter und Pfarrverweser in Mönchhof und von 1755 bis 1756 Prior und Administrator des Klosters St. Gotthard. Am 13. Jänner 1756 wurde er zum Abt gewählt. Zum Zeitpunkt seines Todes war er Konventsenior, Jubelprofess und Jubelpriester.